# Issus, Haute-Garonne
Issus är en kommun i departementet Haute-Garonne i regionen Occitanien i södra Frankrike. Kommunen ligger i kantonen Montgiscard som tillhör arrondissementet Toulouse. År 2022 hade Issus 657 invånare.

## Befolkningsutveckling
Antalet invånare i kommunen Issus
Referens: INSEE